# باسيل الأول
باسيل الأول والمدعو أيضًا بالمقدوني (باليونانية: Βασίλειος ὁ Μακεδών)‏ (ولد 830/835 - 29 أغسطس 886) كان إمبراطورًا بيزنطيًا من خلفية أرمنية على الأغلب وحكم بين عام 867-886. ولد فلاحًا بسيطًا في مقدونيا البيزنطية وتدرج في البلاط الإمبراطوري حتى تمكن من الإطاحة من الإمبراطور ميخائيل الثالث.

## من فلاح إلى إمبراطور
وُلد باسل لأبوين فلاحين في أواخر عام 811 (أو في وقت ما في ثلاثينيات القرن التاسع وفقًا لتقدير بعض العلماء) في شاريوبوليس في الثيمة البيزنطيّة لمقدونيا (قسم إداري يتوافق مع منطقة أدرانوبل في تراقيا). كان اسم والده بارداس، واسم جده مايكتس، وأمه بانكالو، وكان والدها يسمى ليو. أصله العرقي غير معروف، وكان موضوع نقاش. خلال فترة حكم باسل، أنتِجت سلسلة نسب مفصّلة تدّعي أن أسلافه لم يكونوا مجرد فلاحين، كما يعتقد الجميع، ولكنهم من نسل ملوك السلالة الأرشكية في أرمينيا، وينتمون كذلك لقسطنطين العظيم. سجل المؤرخان الأرمن صموئيل العاني وستيفن التاروني أنه ينحدر من قرية ثيل في تارون. في المقابل، يسمي الكتاب الفارسيون مثل حمزة الأصفهاني أو الطبري، باسل ووالدته بالصقالبة، وهو مصطلح إثنوغرافي يشير عادة إلى السلاف، ولكن يمكن تفسيره أيضًا على أنه مصطلح عام يشمل سكان المنطقة الواقعة بين القسطنطينية وبلغاريا. لذلك قُدمت ادعاءات عن الأصل الأرميني أو السلافي أو في الواقع أرميني-سلافي لباسل الأول. يشير اسم والدته إلى أصل يوناني. الإجماع العلمي العام هو أن والد باسل كان على الأرجح من أصل أرمني واستقر في تراقيا البيزنطية. خلص مؤلف السيرة الشخصية الوحيدة المخصصة لباسل الأول باللغة الإنجليزية إلى أنه من المستحيل التأكد من الأصول العرقية للإمبراطور، رغم اعتماد باسل بالتأكيد على دعم الأرمن في مناصب بارزة داخل الإمبراطورية البيزنطية.
تؤكد إحدى القصص أنه قضى جزءًا من طفولته في الأسر في بلغاريا، إذ يُزعم أن عائلته نُقلت كأسرى للخان كروم (حكم من 803 إلى 814) في عام 813. عاش باسل هناك حتى عام 836، عندما هرب هو وعدة أشخاص آخرين إلى الأراضي التي يسيطر عليها البيزنطيون في تراقيا. كان باسل في نهاية المطاف محظوظًا بما يكفي لدخول خدمة ثيوفيليتس، أحد أقارب قيصر باردا (عم الإمبراطور ميخائيل الثالث)، كسائس. أثناء خدمته لثيوفيليتس، زار مدينة باتراس، حيث حصل على دعم دانياليس، وهي امرأة ثرية أخذته إلى منزلها ومنحته ثروة. نال أيضًا اهتمام ميخائيل الثالث بقدراته كمروّض للخيول وفوزه على بطل بلغاري في مباراة مصارعة. سرعان ما أصبح رفيق الإمبراطور البيزنطي، المقرب، والحارس الشخصي. يصف سيميون ماجستر باسل بأنه: «الأكثر تميزًا في الشكل الجسدي؛ نما حاجباه معًا، وكان لديه عيون كبيرة وصدر عريض، وتعبير حزين إلى حد ما».
بناءً على أوامر الإمبراطور ميخائيل، طلق باسل زوجته ماريا وتزوج من إيدوكيا إنغرينا، عشيقة ميخائيل المفضلة، حوالي عام 865. أثناء حملة ضد العرب، أقنع باسل ميخائيل الثالث أن عمه بارداس يطمع في العرش البيزنطي، وبالتالي قتل بارداس بموافقة ميخائيل في 21 أبريل 866. أصبح باسل الشخصية الرائدة في المحكمة واستثمر في الكرامة البلهاء للقيصر، قبل أن يتوج إمبراطورًا مشاركًا في 26 مايو 866. ربما تضمنت هذه الترقية تبني باسل بواسطة ميخائيل الثالث، وهو نفسه رجل أصغر بكثير. كان من الشائع أن ليو السادس، خليفة باسل وابنه المشهور، في الحقيقة ابن ميخائيل. رغم مشاركة باسل هذا الاعتقاد (وكره ليو)، زودت الترقية اللاحقة لباسل إلى قيصر ومن ثم إمبراطور مشارك الطفل بوالد شرعي وإمبراطوري وأمن خلافة العرش البيزنطي. عندما ولد ليو، احتفل ميخائيل الثالث بالحدث مع سباقات العربات العامة، بينما أصدر تعليماته إلى باسل بعدم افتراض منصبه الجديد كإمبراطور صغير.

## وصلات خارجية
- باسيل الأول على موقع الموسوعة البريطانية (الإنجليزية)